# 市川市立第七中学校
市川市立第七中学校（いちかわしりつ だいななちゅうがっこう）は、千葉県市川市末広一丁目にある公立中学校。平成25年4月10日現在の生徒数は26学級、810名。

## 沿革
1962年行徳中学校、南行徳中学校を統合して第七中学校となる。卒業生は15,000名を超えている。
2004年市川市立第七中学校校舎のうちA棟・給食室・公会堂（行徳文化ホールI&I）保育所（すえひろ保育園）市川市ケアハウス（行徳ケアハウス翔裕園しょうゆうえん）を同時進行して複数の公共施設等を1棟の建物に合築され、2004年9月1日より新校舎にて授業を開始した。

## 通学区域
本行徳1〜8番、関ケ島、下新宿、河原、伊勢宿、押切、湊、湊新田、行徳駅前1〜3丁目、行徳駅前4丁目1〜22番、湊新田1〜2丁目、末広1丁目、富浜1〜3丁目、妙典1〜3丁目、本塩

## 通学区域内の主な施設
- 行徳文化ホールI&I[4]
- すえひろ保育園[4]
- 行徳ケアハウス翔裕園[4]
- 市川市役所行徳支所
- 市川市立図書館行徳図書館
- 市川市行徳公民館
- 東京メトロ東西線行徳駅
- 東京メトロ東西線妙典駅
- 徳願寺
- 行徳可動堰

## 交通
- 東京メトロ東西線 行徳駅より徒歩
- 市川市コミュニティバス 南部ルート 行徳支所・行徳公民館バス停より徒歩
- 京成バス千葉ウエスト 行徳03系統 第七中学校バス停より徒歩

## 著名な出身者
- 前田敦子 - 女優、歌手、元AKB48[6]）
- 仲谷明香 - 声優、元AKB48。前田と同級生。
- 櫻井智 - 女優、歌手、声優
- Tatsh - 作曲家
- 青木大 - 柔道家
- G.G.佐藤 - 元プロ野球選手
- 金子歩 - 元プロ野球選手[7]

## 関連書籍
『明解行徳の歴史大事典』P.331〜332　著者:鈴木和明 文芸社(2005/02) ISBN 978-4835585666